# Bernard Lamitié
Bernard Lamitié (Parigi, 27 giugno 1946) è un ex triplista francese, attivo negli anni settanta.

## Biografia
Nel 1972 migliorò il primato nazionale francese del salto triplo saltando 16,50 m. Negli anni successivi l'avrebbe migliorato ulteriormente fino a raggiungere, nel 1979, la misura di 16,94 m.
In carriera ha vinto per tre volte la medaglia di bronzo ai Campionati europei indoor e per due volte è stato primo ai Giochi del Mediterraneo. Ai Campionati europei assoluti ha ottenuto come miglior prestazione un quarto posto nell'edizione del 1978: in quell'occasione saltò 16,87 m, stessa misura del sovietico Anatoliy Piskulin che conquistò il bronzo grazie ad un miglior secondo salto.
Ha partecipato a due edizioni dei Giochi Olimpici: Monaco di Baviera 1972 e Montréal 1976. In entrambe le occasioni ha raggiunto la finale che ha concluso rispettivamente al 10º e all'11º posto.

## Palmarès
| Anno | Manifestazione          | Sede              | Evento       | Risultato | Prestazione | Note |
| ---- | ----------------------- | ----------------- | ------------ | --------- | ----------- | ---- |
| 1974 | Europei indoor          | Göteborg          | Salto triplo | Bronzo    | 16.56 m     |      |
| 1975 | Giochi del Mediterraneo | Algeri            | Salto triplo | Oro       |             |      |
| 1976 | Europei indoor          | Monaco di Baviera | Salto triplo | Bronzo    | 16,68 m     |      |
| 1977 | Europei indoor          | San Sebastián     | Salto triplo | Bronzo    | 16,45 m     |      |
| 1979 | Giochi del Mediterraneo | Spalato           | Salto triplo | Oro       | 16,90 m     |      |